# Falke (navn)
|  | For andre betydninger, se Falke (flertydig) |
Falke er et dansk drengenavn, der oprindeligt stammer fra Tyskland.[kilde mangler]
I 2021 var der ifølge Danmarks statistik 269 drenge med navnet Falke.